# Grand Prix Austrálie 1997
Grand Prix Austrálie 1997 (LX. Transurban Australian Grand Prix), 1. závod 48. ročníku mistrovství světa jezdců Formule 1 a 39. ročníku poháru konstruktérů, historicky již 598. grand prix, se již tradičně odehrála na okruhu Melbourne.

## Výsledky

### Kvalifikace
| Pořadí | Číslo | Jezdec                | Konstruktér       | Čas      | Odstup  |
| ------ | ----- | --------------------- | ----------------- | -------- | ------- |
| 1      | 3     | Jacques Villeneuve    | Williams-Renault  | 1:29.369 |         |
| 2      | 4     | Heinz-Harald Frentzen | Williams-Renault  | 1:31.123 | +1.754  |
| 3      | 5     | Michael Schumacher    | Ferrari           | 1:31.472 | +2.103  |
| 4      | 10    | David Coulthard       | McLaren-Mercedes  | 1:31.531 | +2.162  |
| 5      | 6     | Eddie Irvine          | Ferrari           | 1:31.881 | +2.512  |
| 6      | 9     | Mika Häkkinen         | McLaren-Mercedes  | 1:31.971 | +2.602  |
| 7      | 16    | Johnny Herbert        | Sauber-Petronas   | 1:32.287 | +2.918  |
| 8      | 7     | Jean Alesi            | Benetton-Renault  | 1:32.593 | +3.224  |
| 9      | 14    | Olivier Panis         | Prost-Mugen-Honda | 1:32.842 | +3.473  |
| 10     | 8     | Gerhard Berger        | Benetton-Renault  | 1:32.870 | +3.501  |
| 11     | 22    | Rubens Barrichello    | Stewart-Ford      | 1:33.075 | +3.706  |
| 12     | 11    | Ralf Schumacher       | Jordan-Peugeot    | 1:33.130 | +3.761  |
| 13     | 17    | Nicola Larini         | Sauber-Petronas   | 1:33.327 | +3.958  |
| 14     | 12    | Giancarlo Fisichella  | Jordan-Peugeot    | 1:33.552 | +4.183  |
| 15     | 20    | Ukjó Katajama         | Minardi-Hart      | 1:33.798 | +4.429  |
| 16     | 15    | Šindži Nakano         | Prost-Mugen-Honda | 1:33.989 | +4.620  |
| 17     | 21    | Jarno Trulli          | Minardi-Hart      | 1:34.120 | +4.751  |
| 18     | 19    | Mika Salo             | Tyrrell-Ford      | 1:34.229 | +4.860  |
| 19     | 23    | Jan Magnussen         | Stewart-Ford      | 1:34.623 | +5.254  |
| 20     | 1     | Damon Hill            | Arrows-Yamaha     | 1:34.806 | +5.437  |
| 21     | 18    | Jos Verstappen        | Tyrrell-Ford      | 1:34.943 | +5.574  |
| 22     | 2     | Pedro Diniz           | Arrows-Yamaha     | 1:35.972 | +6.603  |
| DNQ    | 24    | Vincenzo Sospiri      | Lola-Ford         | 1:40.972 | +11.603 |
| DNQ    | 25    | Ricardo Rosset        | Lola-Ford         | 1:42.086 | +12.717 |

### Závod
| Pořadí | Číslo | Jezdec                | Konstruktér       | Kola | Čas/odstoupení | Start | Body |
| ------ | ----- | --------------------- | ----------------- | ---- | -------------- | ----- | ---- |
| 1      | 10    | David Coulthard       | McLaren-Mercedes  | 58   | 1:30:28.718    | 4     | 10   |
| 2      | 5     | Michael Schumacher    | Ferrari           | 58   | +20.046        | 3     | 6    |
| 3      | 9     | Mika Häkkinen         | McLaren-Mercedes  | 58   | +22.177        | 6     | 4    |
| 4      | 8     | Gerhard Berger        | Benetton-Renault  | 58   | +22.841        | 10    | 3    |
| 5      | 14    | Olivier Panis         | Prost-Mugen-Honda | 58   | +1:00.308      | 9     | 2    |
| 6      | 17    | Nicola Larini         | Sauber-Petronas   | 58   | +1:36.040      | 13    | 1    |
| 7      | 15    | Šindži Nakano         | Prost-Mugen-Honda | 56   | +2 kola        | 16    |      |
| 8      | 4     | Heinz-Harald Frentzen | Williams-Renault  | 55   | Brzdy          | 2     |      |
| 9      | 21    | Jarno Trulli          | Minardi-Hart      | 55   | +3 kola        | 17    |      |
| 10     | 2     | Pedro Diniz           | Arrows-Yamaha     | 54   | +4 kola        | 22    |      |
| Ret    | 22    | Rubens Barrichello    | Stewart-Ford      | 49   | Motor          | 11    |      |
| Ret    | 19    | Mika Salo             | Tyrrell-Ford      | 42   | Motor          | 18    |      |
| Ret    | 23    | Jan Magnussen         | Stewart-Ford      | 36   | Zavěšení       | 19    |      |
| Ret    | 7     | Jean Alesi            | Benetton-Renault  | 34   | Únik paliva    | 8     |      |
| Ret    | 20    | Ukjó Katajama         | Minardi-Hart      | 32   | Elektronika    | 15    |      |
| Ret    | 12    | Giancarlo Fisichella  | Jordan-Peugeot    | 14   | Vyjetí z tratě | 14    |      |
| Ret    | 18    | Jos Verstappen        | Tyrrell-Ford      | 2    | Vyjetí z tratě | 21    |      |
| Ret    | 11    | Ralf Schumacher       | Jordan-Peugeot    | 1    | Převodovka     | 12    |      |
| Ret    | 3     | Jacques Villeneuve    | Williams-Renault  | 0    | Kolize         | 1     |      |
| Ret    | 6     | Eddie Irvine          | Ferrari           | 0    | Kolize         | 5     |      |
| Ret    | 16    | Johnny Herbert        | Sauber-Petronas   | 0    | Kolize         | 7     |      |
| DNS    | 1     | Damon Hill            | Arrows-Yamaha     | 0    | Plynový pedál  | 20    |      |

## Průběžné pořadí šampionátu
Pohár jezdců
| Pořadí | Jezdec             | Body |
| ------ | ------------------ | ---- |
| 1      | David Coulthard    | 10   |
| 2      | Michael Schumacher | 6    |
| 3      | Mika Häkkinen      | 4    |
| 4      | Gerhard Berger     | 3    |
| 5      | Olivier Panis      | 2    |

Pohár konstruktérů
| Pořadí | Konstruktér       | Body |
| ------ | ----------------- | ---- |
| 1      | McLaren-Mercedes  | 14   |
| 2      | Ferrari           | 6    |
| 3      | Benetton-Renault  | 3    |
| 4      | Prost-Mugen-Honda | 2    |
| 5      | Sauber-Petronas   | 1    |